# Preposições do esperanto
O esperanto conta com um grupo definido de preposições. Cada uma pode ter um ou mais significados relacionados. Existe uma preposição especial, je, que é usada quando o significado de nenhuma outra preposição se aproxima do que se quer expressar.

## Lista de preposições com exemplos

### Al
Indica o caso dativo, se iguala à preposição portuguesa "a".
- Ĉio cedas al amo: Tudo cede ao amor.
- Kial vi ne respondis al mia amiko?: Por que você não respondeu ao meu amigo?.
- Donu akvon al ĉiuj, kiuj soifas: Dê água a todos aqueles que têm sede.

### Anstataŭ
Em lugar de, em vez de, em substituição a.
- Anstataŭ tajpi, mi skribas: Em vez de digitar, escrevo.
- Anstataŭ kafon li trinkas sukon: Em lugar de café ele bebe suco.

### Antaŭ
Diante de, em frente a, ante, antes de, adiante de.
- Antaŭ la konstruaĵo staras butiko: Diante da construção está uma loja.
- Antaŭ la publiko ŝi parolos nenion: Diante do público ela não vai falar nada.
- Antaŭ tri tagoj tre forte ventegis: Há três dias, ventou muito forte.

### Apud
Ao lado de, perto de.
- Apud la domo staras floroj: Junto da casa estão umas flores.
- Ĝi estos apud mi ĉiam: Ele sempre ficará perto de mim.

### Ĉe
Junto a, na borda de, na casa (ou local) de (alguém), em posição para usar (algo). Também possui vários sentidos relacionados, extensões dos significados básicos.
- Ni manĝis ĉe la fajro: Nós comemos juntos do fogo.
- Mi loĝas ĉe la strato...: Eu moro na rua...
- Kiu estis tiu knabeto ĉe vi?: Quem era aquele garotinho (que estava) contigo?
- La floroj estas ĉe la ŝtonoj: As flores estão junto às pedras.
- Ĉe la komputilo: Junto ao computador. À frente do computador. (No sentido de:) Em posição para usar o computador.
- Ni sidas ĉe la tablo: Nós estamos sentados à mesa (de modo a usar a mesa para almoçar, escrever, etc.).
- Bonvenon ĉe ni!: Bem-vindo à nossa casa!

### Ĉirkaŭ
Em torno de, ao redor de, cerca de, aproximadamente.
- Mi alvenos domon ĉirkaŭ la sepa horo: Eu chegarei em casa por volta das sete horas.
- Ili estas ĉirkaŭ la arbo: Eles estão em torno da árvore.

### Da
De (sempre no sentido de quantidade).
- Kiom da kafo vi aĉetos?: Quanto (de) café você comprará?
- Mi volas tiom da teo: Eu quero esse tanto de chá.
- Multe da moneroj estas en mia poŝo: Muitas (grande quantia de) moedas estão em meu bolso.

### De
De, desde. Também indica o agente da passiva (neste caso pode ser substituído por "fare de" para evitar mal-entendidos).
- La amo de Dio estas eterna: O amor de Deus é eterno.
- De tempo al tempo li faris tion: De tempos em tempos ele faz aquilo.
- De du horoj mi atendas vin: Há duas horas eu te espero.
- Ekde januaro mi iras tien: Desde janeiro eu vou lá. A começar de janeiro eu vou lá.

Como de possui vários sentidos e pode deixar uma frase extremamente ambígua, é comum utilizar ekde ou de post para o sentido de tempo (desde, a partir de) e disde para o sentido de separação.
- Filo disigita de sia patrino: Filho separado de/por sua mãe (não é possível ter certeza se a mãe separou o filho - já que de também é a preposição da voz passiva - ou se alguém separou o filho de sua própria mãe).
- Filo disigita disde sia patrino: Filho separado de sua mãe.

### Dum
Durante.
- Dum tri jaroj mi estis malsana: Durante três anos eu estive doente.

### Ekster
Fora de, além de (neste último significado, é mais comum usar krom).
- Li estis ekster la trajno, kaj mi estis interne: Ele estava fora do trem/comboio, e eu estava dentro (internamente).
- Ŝi ŝatas ĉiujn ekster tiu: Ela gosta de todos, exceto/fora daquele.

### El
De, dentre. Exprime movimento de dentro de um lugar/situação para o exterior, ou constituição de um certo material:
- Mia patrino forpelis min el la domo: Minha mãe me expulsou de casa.
- Mi dankas, el la tuta koro: Eu agradeço de todo coração.
- La krajono falis el mia mano: O lápis caiu da minha mão.
- Elektu unu ĉapitron el la libro: Escolha um capítulo do livro.
- Nia grupo ne povas ekzisti plu, sen unu el niaj membroj: Nosso grupo não pode mais existir sem um dos nossos membros.
- Sesdek minutoj faras unu horon, kaj unu minuto konsistas el sesdek sekundoj: Sessenta minutos fazem uma hora, e um minuto é feito de sessenta segundos.

### En
Em, dentro de.
- En unu semajno mi plenigos tiun artikolon: Em uma semana eu finalizarei esse artigo.
- En liaj okuloj, ĉio estas tre bone: Nos olhos dele, tudo é/está muito bem.
- Mia koro bruliĝas en mi: Meu coração incendia-se dentro de mim.

Esta preposição também é usada para se referir a idiomas. Parolu en Esperanto, bonvole: Fale em esperanto, por favor.

### Ĝis
Até.
- Mi plenigos tiun artikolon ĝis la semajnfino: Eu terminarei esse artigo até o fim de semana.
- Ĝis (la) revido!: Até mais ver!
- Ŝi havas 20 ĝis 25 jarojn: Ela tem (de) 20 a 25 anos.

### Inter
Entre, no meio de.
- Vi estas inter amikoj: Estás entre amigos.
- Inter la popoloj dividitaj: Entre os povos divididos.
- Mi revenos tien ĉi inter la tria kaj kvara horo: Eu voltarei aqui entre as três e quatro horas.

### Je
Essa preposição não tem sentido definido, usa-se quando nenhuma das outras se encaixar, já que todas apresentam um sentido relativamente rígido. Em outras línguas, geralmente usam-se preposições arbitrárias quando nenhuma possui o significado exato. A tradução, portanto, é feita através do sentido da frase; alguns exemplos comuns do uso da preposição je:
- Como complemento de adjetivos:
  - Li estas malsana je la stomako: Ele está doente do estômago.
  - Mi ne estas inda je tia afero: Não sou digno de tal coisa.
  - Li estas je du metroj alta. Ele tem dois metros de altura (literalmente, "ele é alto em dois metros").
  - Ni povas trankviligi ilin je kantoj: Nós podemos tranquilizá-los com canções.
- Como complemento de verbos:
  - Ludi je policisto kaj ŝtelisto: Brincar de polícia e ladrão.
  - Kredi je Dio: Crer em Deus.
  - Li juniĝis je kelkaj jaroj: Ele rejuvenesceu alguns anos.
- Indicando tempo exato, medidas:
  - Neniam aĉetu je kredito: Nunca compre a crédito.
  - Tio okazis je la lasta fojo: Isso aconteceu pela última vez.
  - Li alvenos je la kvina horo : Ele chegará às cinco horas.
  - Ŝi paŝis je kelkaj metroj: Ela andou alguns metros.

A preposição je muitas vezes é substituída pelo acusativo desde que o significado se mantenha claro. Note que horas comumente são indicadas por je e datas pelo acusativo, embora isso não seja obrigatório.
- Ŝi paŝis kelkajn metrojn.
- Li alvenos kvinan horon.
- Li juniĝis kelkajn jarojn.
- Kredi Dion.
- Li estas du metrojn alta.

### Kontraŭ
Contra, por (em troca de), em comparação com, defronte de, em face de, para com.
- Li klaĉas kontraŭ mi ĉiam: Ele faz mexerico/fofoca contra/de mim o tempo todo.
- Tri kontraŭ unu, li batalis: Três contra um, ele lutou.
- En nia lernejo estas 500 virinoj kontraŭ 450 viroj: Na nossa escola existe/são 500 mulheres contra/para 450 homens.
- Kontraŭ mia volo: Contra minha vontade.

### Krom
Afora, exceto, além disso, sem falar de.
- Mi diris nenion, krom la plej pura vero!: Eu não disse nada, além da mais pura verdade!
- Ŝi estas inteligenta, kaj krom tio belega: Ela é inteligente, e além disso, linda.
- Foriru ĉiuj, krom vi: Saiam todos, menos/exceto você.
- Note que krom é usado para separar um item de uma lista tanto para excluí-lo ou para incluí-lo. No caso seguinte, entende-se que já se sabia que "eu" era filho "dela": Ŝi havas du filojn, krom mi: Ela tem dois filhos, além de mim (portanto, 3 filhos).

Em substituição a krom, pode-se por vezes usar escepte de (com exceção de) ou ekster (fora). Krom pode reger infinitivo, assim passa a categoria de conjunção: Vi povas fari ĉion, krom mensogi: Você pode fazer tudo, tirando/menos/exceto mentir.

### Kun
Com
- Neniam agu kun malboneco: Nunca aja com maldade.
- Kun la tempo, ĉio solviĝas: Com o tempo, tudo se soluciona.
- Vikipedio kreskas kun ĉiu tago: A Wikipédia cresce a cada dia.

Não se usa a preposição kun para designar uso de instrumentos ou ferramentas, como na frase "Escrever com um lápis", para isso usa-se a preposição per.

### Kvazaŭ
Como se, que nem, feito
- La vetero estas tre varma, kvazaŭ estus jam somero: O tempo está bastante quente, como se já fosse verão.
- Vi parolis en tia maniero, kvazaŭ mi estis kulpa: Falaste de tal forma como se eu fosse culpado.

### Laŭ
Conforme, segundo, no sentido de.
- Laŭ mia vidpunkto, tiu artikolo povas esti tre utila: Segundo meu ponto de vista, esse artigo pode ser muito útil.
- La Evangelio laŭ Sankta Johano: O Evangelho segundo São João.
- Laŭ niaj scioj, tio estas etika: Conforme nossos conhecimentos, isso é ético.

Laŭ como preposição só pode reger nomes ou pronome, nunca regendo verbos.

### Malgraŭ
Apesar de, a despeito de, não obstante.
- Ni iris, malgraŭ la pluvego: Nós fomos, apesar do temporal.
- Malgraŭ ĉio, estas belega la vivo!: Apesar de tudo, a vida é linda!

### Per
por meio de, por intermédio de, com. Preposição que indica instrumento.
- Per aviadilo mi ne iros!: De avião eu não vou.
- Per unu bildo, ni povas diri mil vortojn: Por uma imagem, podemos dizer mil palavras.
- Kion vi volas fari per tio?: O que queres fazer com isso?

Existem também usos mais amplos da preposição per:
- Stari per la piedo en la tombo: Estar com o pé na cova.
- Ŝi plendis per ridindaj argumentoj: Ela se lamentava por/usando argumentos risíveis.
- Tremi per la tuta korpo: Tremer com o corpo todo.
- Tiuj ĉi vortoj finiĝas per O: Estas palavras terminam com O.

### Po
Indica que o número que a segue não representa o total, e sim uma das partes.
- La lumo vojaĝas po tricent mil kilometroj sekunde: A luz viaja a trezentos mil quilômetros por segundo.
- Tiuj kostas po tri ĝis ses realoj: Esses custam de três a seis reais cada.
- Por miaj kvar infanoj, mi aĉetis dek du pomojn, kaj al ĉiu el la infanoj mi donis po tri pomoj: Para as minhas quatro crianças, eu comprei doze maçãs, e a cada uma das crianças eu dei (po) três maçãs.

### Por
Para, com o objetivo de. Possui as seguintes nuances:
- Objetivo, fim:
  - Por kia celo vi volas iri tien?: Com que objetivo você quer ir lá?
  - Mi lernis Esperanton por pura plezuro: Eu aprendi esperanto por puro prazer.
  - Por atingi tion, mi tre studas: Para atingir isso eu estudo muito.
- Em proveito de:
  - Faru ion por mi: Faça algo para mim.
  - Por la dua propono mi voĉdonus: Pela segunda proposta eu votaria.
- Em relação a:
  - Tio estas por mi kiel terapio: Isso é para mim como uma terapia.
  - Por tiaj vortoj mi ne havas respondon: Para palavras desse tipo eu não tenho resposta.
- Destino, adaptação:
  - Tiu invito estas por vi: Esse convite é para você.
  - Fabeloj por infanoj: Fábulas para crianças.
- Troca, permuta em geral:
  - Mi farus tion por nenio en ĉiflanke galaksio!: Eu não faria isso por nada desse lado da galáxia!
  - Por ĉiu horo mi ricevis po tri realojn: Por cada hora eu recebi três reais.
- Decurso de tempo:
  - Atendu min por unu momento: Me espere por um momento.
  - Por du horoj mi atendis vin: Por duas horas eu esperei você!

### Post
Depois de, após, atrás de.
- Fermu post vi la pordon: Feche depois si a porta.
- Post tri mejloj ni povis vidi la kastelajn turojn: Depois de três milhas nós pudemos ver as torres do castelo.
- Ni tri foriros post la tagmanĝo. Nós três iremos embora depois do almoço.

### Preter
Pelo lado de, por junto de (sem atravessar).
- Li ne salutis min, kiam li pasis preter mi: Ele não me cumprimentou quando passou por mim.
- Tiu rivero fluas preter nia bieno: Esse rio corre ao lado de nossa fazenda.

### Pri
Acerca de, a respeito de, quanto a, sobre.
- Mi pensos pri via propono: Eu pensarei a respeito/sobre do sua proposta.
- Pri tio, ni parolos morgaŭ: Sobre isso, falaremos amanhã.

### Pro
Por causa de, em troca de, por amor a/de, 
- Pro boneco!: Por bondade!
- Okulo pro okulo, dento pro dento: Olho por olho, dente por dente.
- Mi temas pro lia sano: Eu temo pela saúde dele.
- Dankon pro via ĉeesto: Obrigado por sua presença.

### Sen
Sem.
- Mi ne povas vivi sen vi: Eu não posso viver sem você.
- Mi ne trinkas teon sen sukero: Eu não bebo chá sem açúcar.
- Sen nunca pode reger verbos, ao contrario do que ocorre no português: "Sem falar, sem dormir, sem discutir", para a tradução, usa-se o substantivo.

### Sub
Sob, debaixo de, abaixo de, por baixo de.
- Sub la papero devas esti krajono: Sob o papel deve haver um lápis.
- Mi pensas ke estis pizo sub mia matraco: Eu acho que uma ervilha estava debaixo do meu colchão.

### Super
Sobre, acima de (sem haver contato).
- Super ni estas la ĉielo: Acima de nós está o céu.
- Etiko estas super la homaj ideoj: A ética está acima/sobre as idéias humanas.

### Sur
sobre, em cima de, por cima de, na superfície de.
- La libro estas sur la tablo: O livro está em cima da mesa.
- Por vi, mi pasus sur ardantaj karboj: Por você, eu passaria sobre brasas.

### Tra
Através de, por entre. Usado tanto para espaço como para tempo.
- Tra kie li iris?: Por onde ele foi?
- En Novjorko ni iras tra granda hommaso: Em New York nós andamos por entre uma grande massa humana.
- Tra miljaroj tio konserviĝis: Por milênios aquilo se conservou.

### Trans
Além de, do outro lado de, para lá de.
- Trans la placo ni trovas lin: Do outro lado da praça nós o achamos.
- Kio ekzistas trans la spegulo?: O que existe do outro lado do espelho?
- Tiuj aferoj estas trans miaj scioj: Essas coisas estão além do meu conhecimento.

## Uso de preposições como advérbios
Em Esperanto, é permitido adicionar a terminação e às preposições, gerando assim advérbios:
- Antaŭe: Anteriormente.
- Ekstere: Fora, externamente. Compare com "ekster: fora de".
- Krome: Além disso, adicionalmente.
- Kune: Juntamente.
- Kune kun: Juntamente com, em companhia de. Forma enfática de kun.
- Poste: Posteriormente. Compare com "post: depois de (algo)" e "post kiam: depois de (ação)"